# 014号線 (チェコ)
チェコ国鉄014号線（チェコこくてつぜろいちよんごうせん）、別名コリーン～レデチコ線（チェコ語: Železniční trať Kolín–Ledečko）は、チェコ国鉄の鉄道線の名称である。
1900年、オーストリア・ハンガリーの帝立・王立国有鉄道の路線として開業した。

## 運行形態
全て各駅停車。原則、線内のみの運行で、概ね2時間に1本の運行。ただし平日の午後には、コリーン～ヤノヴィツェ間には区間運転もある。
一部は、レデチコから212号線のサーザヴァまで直通する。

## 駅一覧
以下では、チェコ国鉄014号線の駅と営業キロ、停車列車、接続路線などを一覧表で示す。なお、全て各駅停車である。
| 路線名 | 駅名                                                 | 駅間営業キロ | 累計営業キロ | 接続路線                                      | 所在地         | 所在地           |
| ------ | ---------------------------------------------------- | ------------ | ------------ | --------------------------------------------- | -------------- | ---------------- |
| 014    | コリーン駅                                           | -            | 0.0          | 010号線、011号線、230号線、231号線            | 中央ボヘミア州 | コリーン郡       |
| 014    | コリーン地方駅                                       | 1.4          | 1.4          |                                               | 中央ボヘミア州 | コリーン郡       |
| 014    | フルボキー・ドゥール駅                               | 1.6          | 3.0          |                                               | 中央ボヘミア州 | コリーン郡       |
| 014    | チェルヴェネー・ペチキ駅                             | 2.1          | 5.1          |                                               | 中央ボヘミア州 | コリーン郡       |
| 014    | ラトボルジ駅                                         | 3.6          | 8.7          |                                               | 中央ボヘミア州 | コリーン郡       |
| 014    | コルジェニツェ                                       | 1.9          | 10.6         |                                               | 中央ボヘミア州 | コリーン郡       |
| 014    | ホトウホフ駅                                         | 1.2          | 11.8         |                                               | 中央ボヘミア州 | コリーン郡       |
| 014    | プチェリ駅                                           | 1.2          | 13.0         |                                               | 中央ボヘミア州 | コリーン郡       |
| 014    | ベチヴァーリ駅                                       | 2.9          | 15.9         |                                               | 中央ボヘミア州 | コリーン郡       |
| 014    | ドラホブヂツェ駅                                     | 2.2          | 18.1         |                                               | 中央ボヘミア州 | コリーン郡       |
| 014    | ハチェ駅                                             | 2.8          | 20.9         |                                               | 中央ボヘミア州 | クトナー・ホラ郡 |
| 014    | フメリシチェ駅                                       | 2.0          | 22.9         |                                               | 中央ボヘミア州 | クトナー・ホラ郡 |
| 014    | ウフリールジスケー・ヤノヴィツェ駅                   | 1.5          | 24.4         |                                               | 中央ボヘミア州 | クトナー・ホラ郡 |
| 014    | ミトロフ駅                                           | 2.2          | 26.6         |                                               | 中央ボヘミア州 | クトナー・ホラ郡 |
| 014    | ミロショヴィツェ・ウ・ラタイー・ナド・サーザヴォウ駅 | 3.7          | 30.3         |                                               | 中央ボヘミア州 | クトナー・ホラ郡 |
| 014    | ラタイェ・ナド・サーザヴォウ郊外駅                   | 2.6          | 32.9         |                                               | 中央ボヘミア州 | クトナー・ホラ郡 |
| 014    | ラタイェ・ナド・サーザヴォウ駅                       | 5.1          | 38.0         | 212号線（ラタイェ・ナド・サーザヴォウ停留所） | 中央ボヘミア州 | クトナー・ホラ郡 |
| 014    | レデチコ駅                                           | 1.7          | 39.7         | 212号線                                       | 中央ボヘミア州 | クトナー・ホラ郡 |